# Замок Глубока
Замок Глубока (чеськ. Zámek Hluboká, нім. Schloss Frauenberg) — замок/палац, розташований в містечку Глибока над Влтавою, Чехія. Замок вважається одним з найкрасивіших в цій країні та занесений до переліку Національних Культурних Монументів в Чехії.

## Історія
У другій половині XIII ст. на цьому місці було зведено готичний замок за наказом короля Пржемисля Отакара II. Потім декілька разів перебудовувався та змінював власників. Вперше замок був перебудований і розширений у період Відродження, наприкінці XVI ст. правителями Градеця. До роду Шварценбергів замов перейшов 1661 року, коли був придбаний графом Яном Адольфом І Шварценбергом.
На початку XVIII ст. замок був перебудований у стилі бароко за наказом Адама Франца фон Шварценберга. Сучасного вигляду замок набув у XIX ст. за графа Яна Адольфа ІІ Шварценберга. Натхненний англійським Віндзорським замком, між 1841–1871 роками замок Глибока був перебудований у романтичне неоготичне (точніше в стилі тюдорської готики) шато, оточене англійським парком площею 1,9 км².
Рід Шварценбергів жив у замку до кінця 1939 року, коли його останній власник Адольф Шверценберг був вимушений емігрувати з родиною, рятуючись від нацистів. У 1940 році замок був відібраний у нього Гестапо, а після завершення Другої світової війни конфіскований урядом Чехословаччини за актом «Lex Schwarzenberg» 1947 року. Цей акт був виданий спеціально для неповернення власності роду Шварценбергів, оскільки вони як противники нацизму не підпадали під декрети Бенеша.
Карел Шварценберг, нащадок родини, не отримав цей замок назад у власність при поверненні Чехією націоналізованої власності 1989 року. Зараз у замку розташований музей, відкритий для публіки.

## Опис внутрішніх приміщень
Стіни та стеля покриті шляхетними сортами деревини та рясно вкриті мисливськими артефактами — зброєю, головами вбитих тварин тощо. Найцінніші предмети меблів розміщені в залі для сніданків. Спальню і гардеробну Елеонори, а також так званий гамільтонський кабінет і читальний зал прикрашають картини європейських майстрів з 16 по 18 століття, люстри, вітражі і фаянс з Делфта. Портрети на стінах зображують важливих членів роду Шварценбергів. Найбільшою залою є бібліотека з кесонною стелею, яка була привезена зі Штаммбурга у Шварценберзі. Зібрання збройної кімнати має високий рівень. У новоготичній каплиці знаходиться вівтар з великою пізньоготичною аркою.
У колишніх стайнях та оранжереї замку з 1956 року розташована південнобогемська галерея Алеша (чеськ. Alšova Jihočeská galérie), в якій виставлені картини голландських та фламандських художників 17-18 сторіччя, а також статуї.

## Галерея

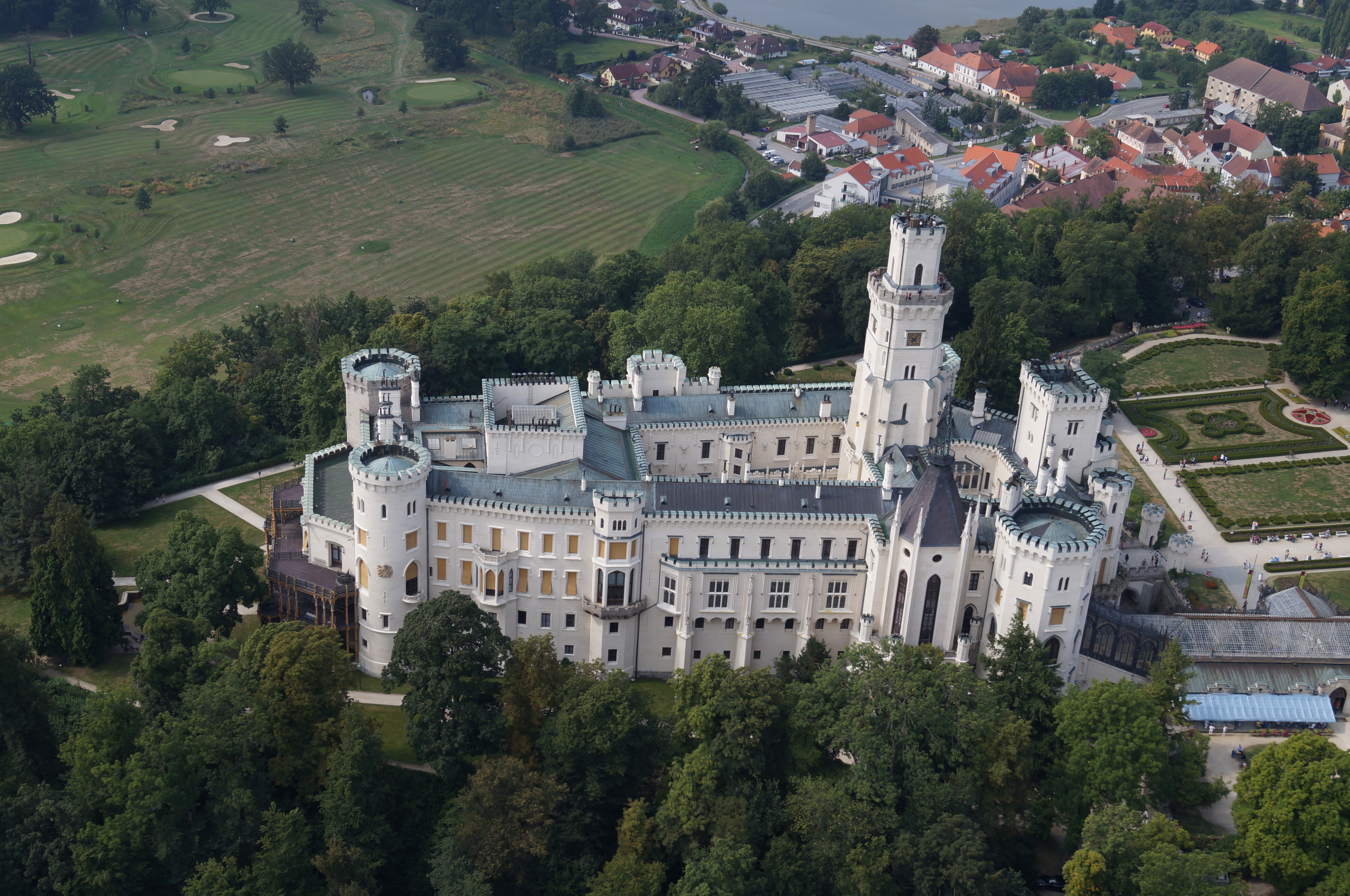
Вид на замок з повітря
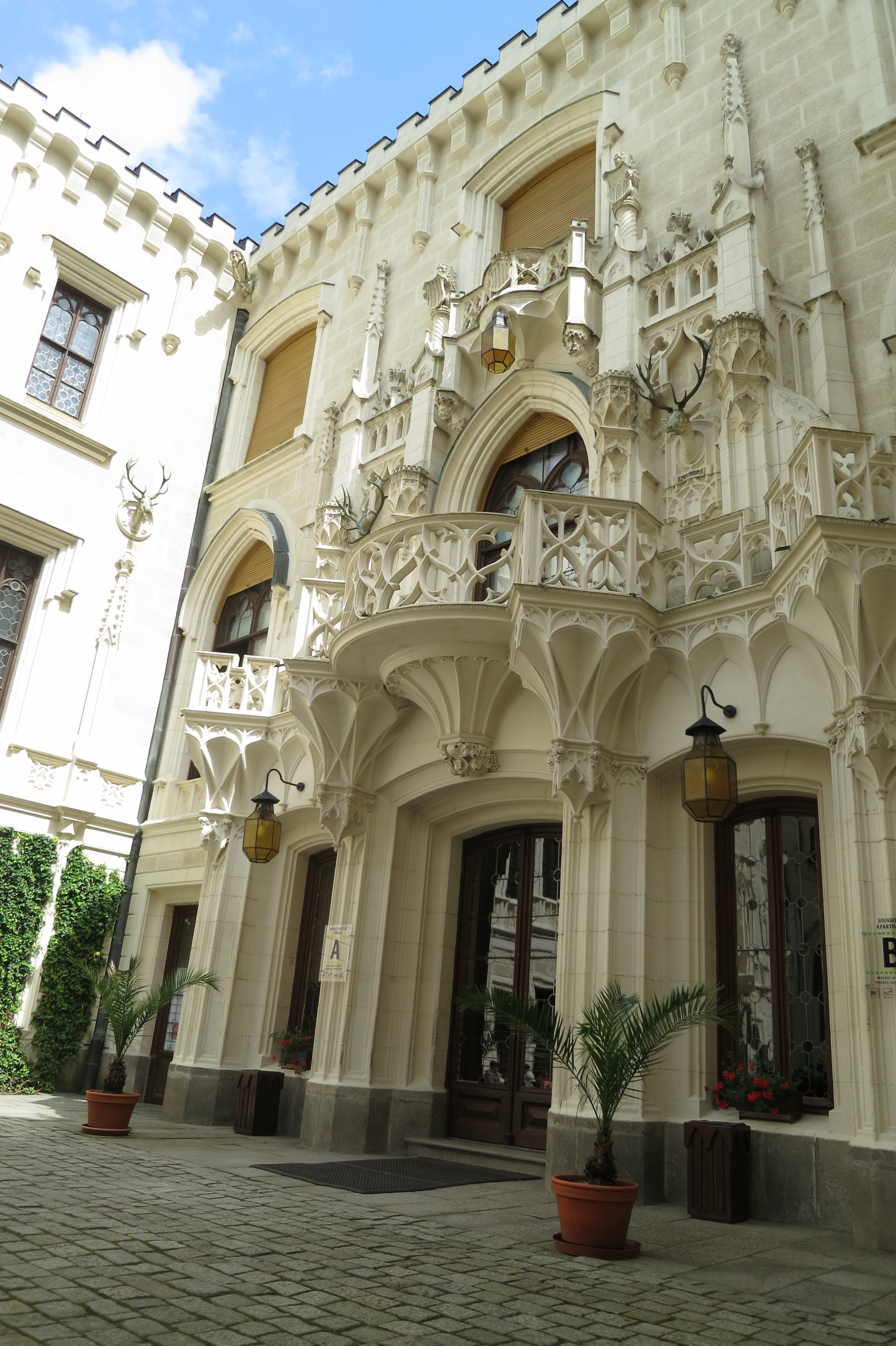
Внутрішній двір замку
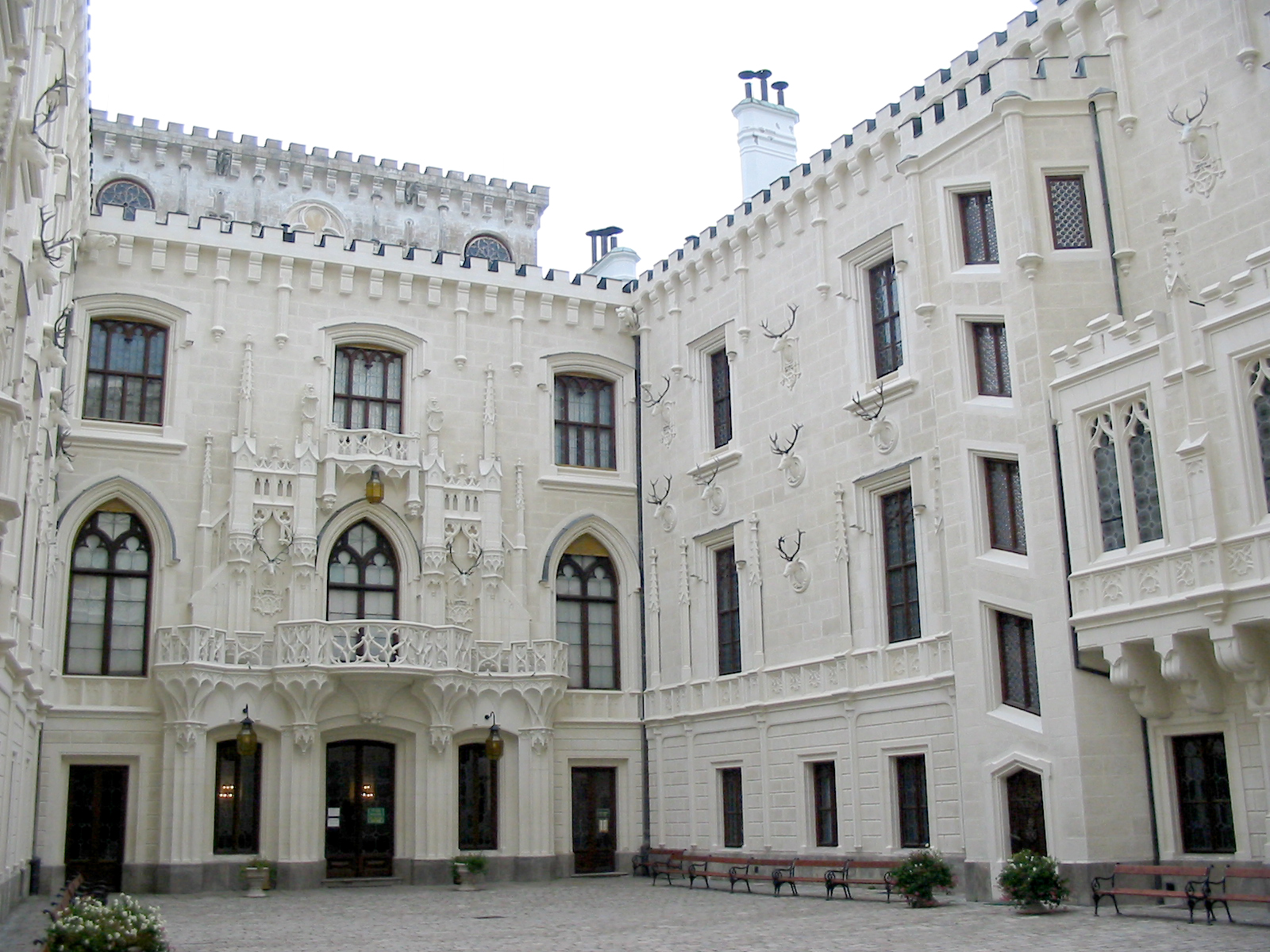
внутрішній двір з іншого ракурсу
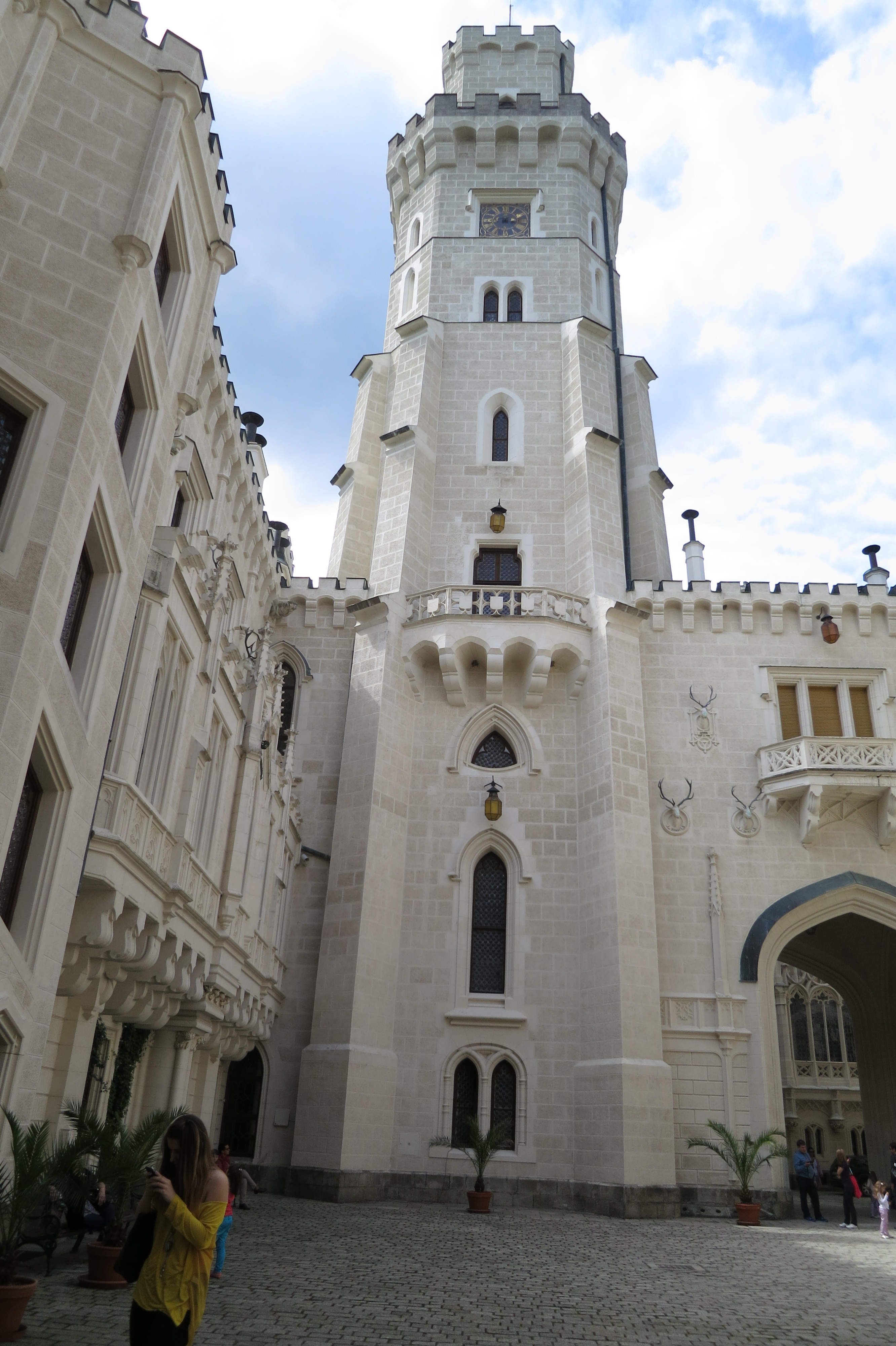
Башта замку (вид зі двору)
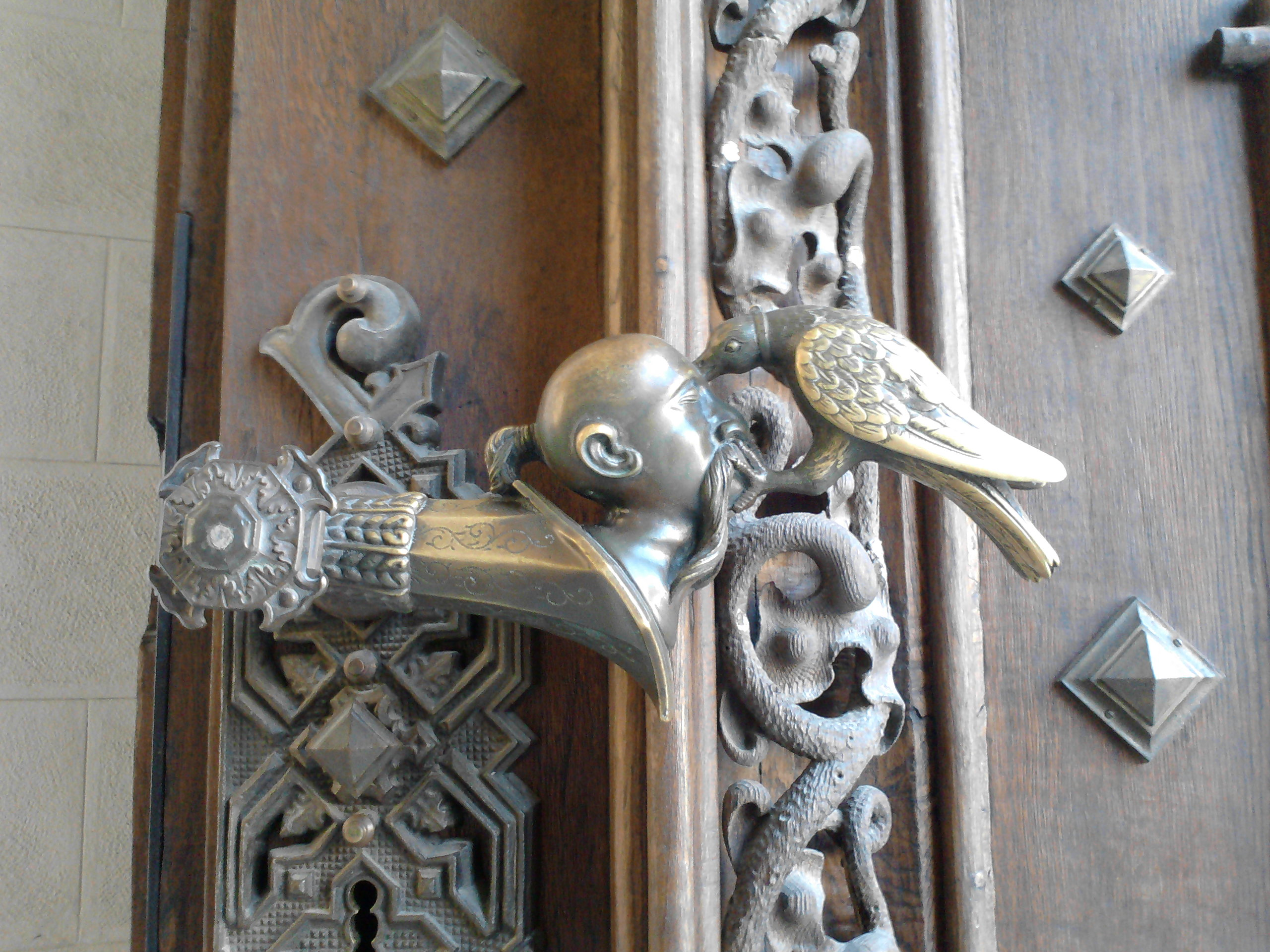
дверна ручка в замку

## Фільми
Замок був використаний у сцені фільму «Шанхайські лицарі» для зображення, відповідно, Віндзорського замку.